# Антревил (Јужна Каролина)
Антревил (енгл. Antreville) насељено је место без административног статуса у америчкој савезној држави Јужна Каролина.

## Демографија
По попису из 2010. године број становника је 140, што је 22 (18,6%) становника више него 2000. године.
| Група             | 2000.      | 2010.       |
| Белци             | 88 (74,6%) | 122 (87,1%) |
| Афроамериканци    | 27 (22,9%) | 17 (12,1%)  |
| Азијати           | 0 (0,0%)   | 0 (0,0%)    |
| Хиспаноамериканци | 0 (0,0%)   | 0 (0,0%)    |
| Укупно            | 118        | 140         |